# Nasze magiczne Encanto
Nasze magiczne Encanto (oryg. Encanto) – animowany komputerowo film familijny Disneya z 2021 roku, którego reżyserami są Byron Howard i Jared Bush. Piosenki do filmu napisał Lin-Manuel Miranda. Obraz wyróżniono m.in. Złotym Globem i Oscarem za najlepszy pełnometrażowy film animowany.

## Fabuła
Film opowiada o rodzinie Madrigal, mieszkającej w magicznym zakątku zwanym Encanto, w górach Kolumbii. Jej członkowie w dzieciństwie zyskują niezwykłe zdolności, które w późniejszym czasie mają wykorzystywać by pomagać innym, lecz piętnastoletnia Mirabel nie otrzymała żadnego daru. Okazuje się jednak, że to właśnie ona musi ochronić rodzinę przed jej własnymi członkami.

## Obsada
źródła:
- Stephanie Beatriz jako Mirabel Madrigal
- John Leguizamo jako Bruno
- María Cecilia Botero jako Alma
- Diane Guerrero jako Isabela
- Jessica Darrow jako Luisa
- Angie Cepeda jako Julieta
- Wilmer Valderrama jako Agustín
- Carolina Gaitán jako Pepa
- Adassa(inne języki) jako Dolores
- Rhenzy Feliz jako Camilo
- Mauro Castillo jako Félix
- Alan Tudyk jako Pico

### Polski dubbing
źródło:
- Ada Szczepaniak – Mirabel Madrigal
- Krystyna Tkacz – Alma Madrigal
- Cezary Pazura – Bruno Madrigal
- Damian Ukeje – Félix Madrigal
- Anna Szymańczyk – Luisa Madrigal
- Anna Serafińska – Pepa Madrigal
- Natalia Piotrowska-Paciorek – Isabela Madrigal
- Antoni Scardina – Camilo Madrigal
- Monika Borzym – Dolores Madrigal
- Ewa Konstancja Bułhak – Julieta Madrigal
- Przemysław Glapiński – Agustín Madrigal

## Rozwój projektu
Twórcy filmu, w ramach przygotowań do produkcji, pojechali do Kolumbii, gdzie odwiedzili m.in. Bogotę, Cartagenę i mniejsze miejscowości oraz punkty widokowe. Spędzali przy tym czas z lokalnymi rodzinami.

## Premiera
Premiera Encanto odbyła się w hollywoodzkim kinie El Capitan Theatre 3 listopada 2021. Trzy tygodnie później film trafił do szerokiej dystrybucji w USA. W Polsce pojawił się jeszcze dwa dni później - 26 listopada.
Film został udostępniony na platformie Disney+ 24 grudnia 2021.

## Odbiór

### Reakcja krytyków
Film spotkał się z pozytywną reakcją krytyków. W agregatorze recenzji Rotten Tomatoes 91% ze 210 recenzji uznano za pozytywne, a średnia ocen wystawionych na ich podstawie wyniosła 7,50 na 10. Z kolei w agregatorze Metacritic średnia ważona ocen z 41 recenzji wyniosła 75 punktów na 100.